# کلید جیوه‌ای

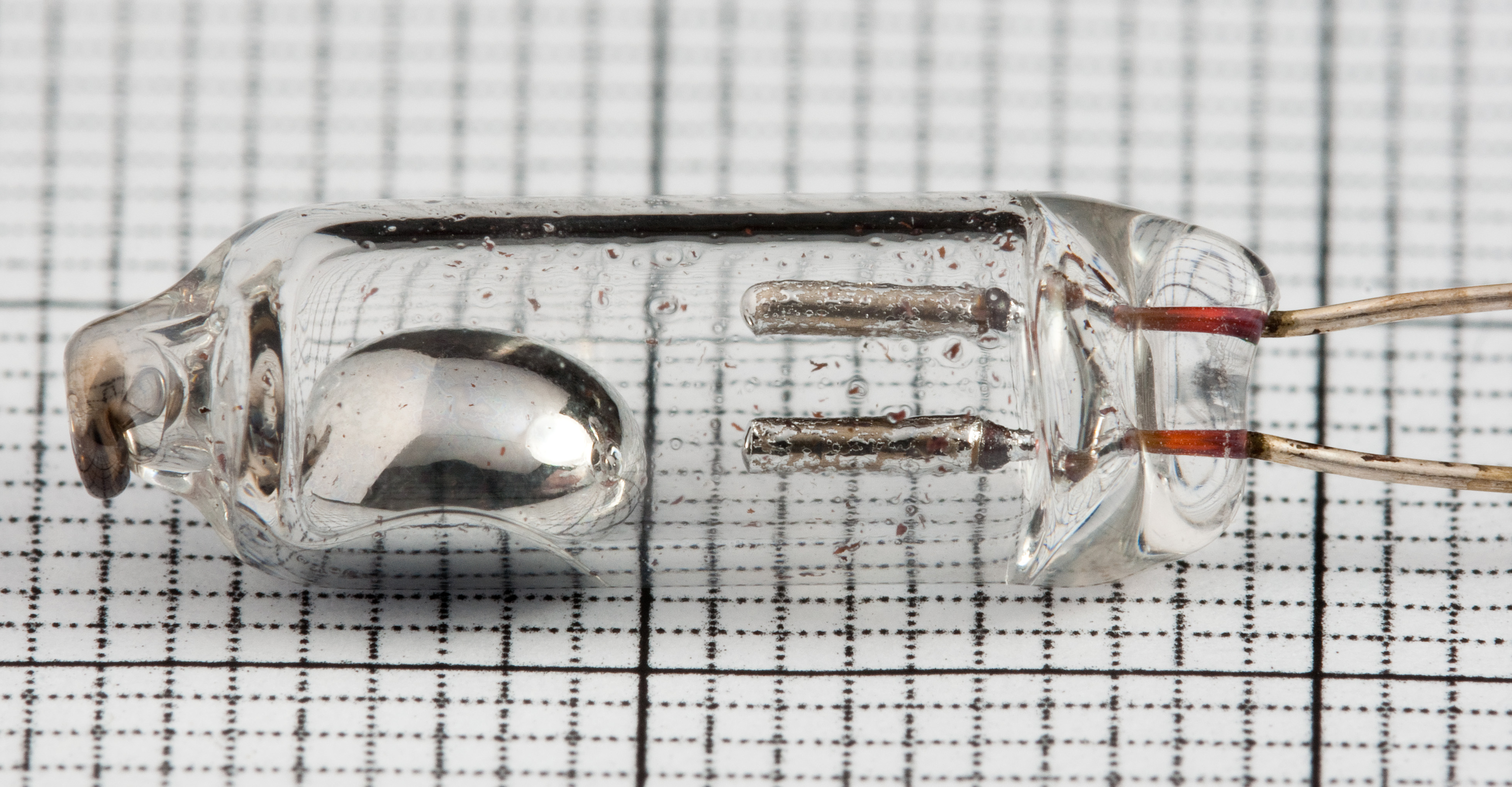
یک کلید جیوه‌ای تک‌پل تک‌خروجی (SPST) روی کاغذ میلیمتری

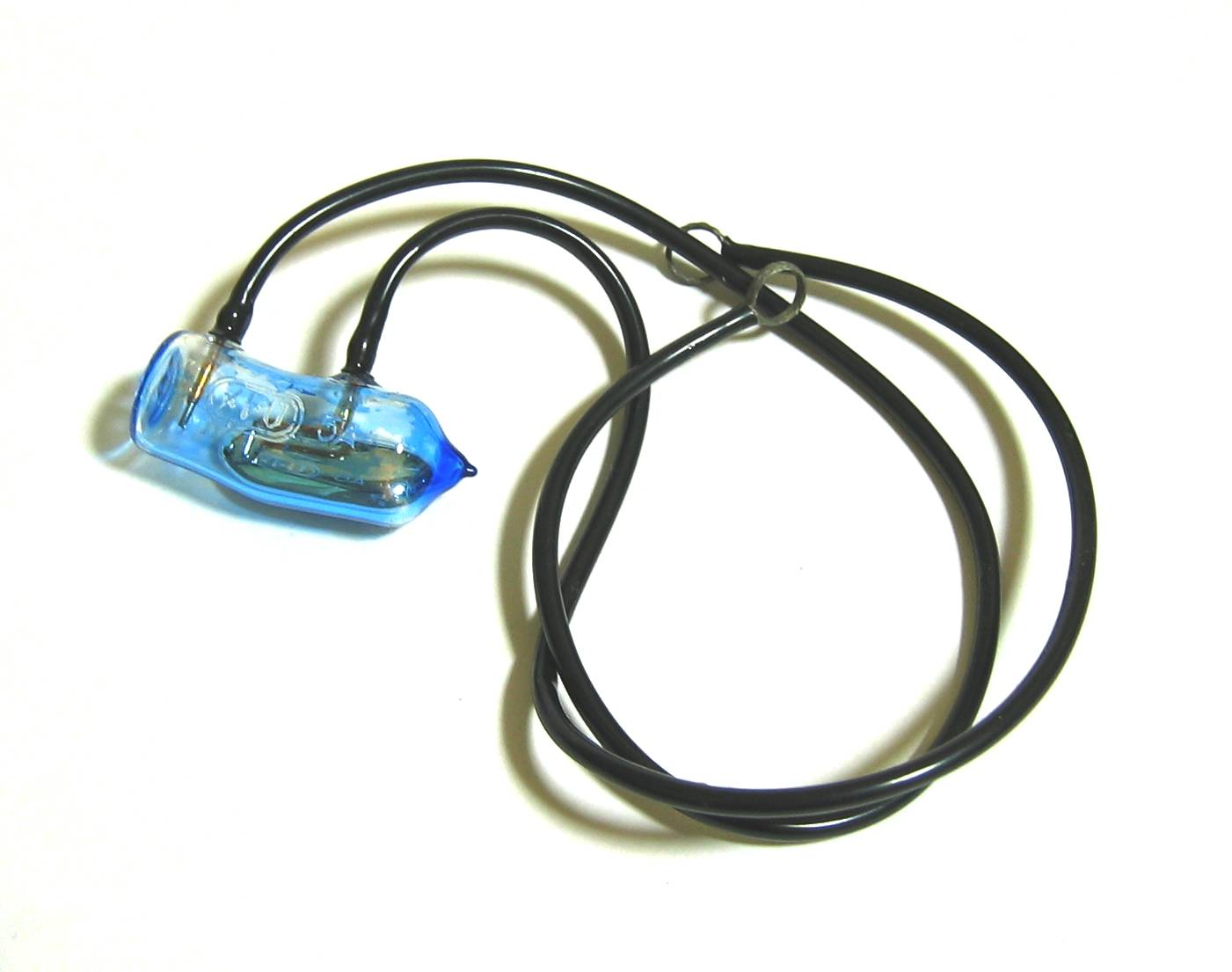
یک کلید جیوه‌ای با طرحی دیگر

کلید جیوه‌ای گونه‌ای از کلید است که از جیوه برای تشخیص وضعیت فیزیکی کلید نسبت به جهت گرانش زمین یا لختی‌های دیگر استفاده می‌کند و به تناسب عمل قطع یا وصل را انجام می‌دهد. کلیدهای جیوه از یک یا چند جفت کنتاکت الکتریکی در داخل یک محفظهٔ شیشه‌ای تشکیل شده‌اند که در داخل آن یک قطره جیوه قرار دارد. باقی محفظه ممکن است خلأ باشد یا با گاز بی‌اثر یا هوا پر شده باشد. نیروی گرانش پیوسته قطرهٔ جیوه را در پایین محفظه نگاه می‌دارد و هنگامی که کلید در جهت مناسب قرار بگیرد جیوه با کنتاکت‌های الکتریکی تماس پیدا می‌کند و مدار از طریق این کنتاکت‌ها بسته می‌شود؛ با جدا شدن قطرهٔ جیوه از کنتاکت‌ها کلید قطع خواهد شد. کلید ممکن است چندین دسته کنتاکت داشته باشد که هر دسته در یک زاویهٔ معین از کلید بسته می‌شود.

## مزایا و معایب

### مزیت‌ها
از مزایای کلید جیوه‌ای این است که چون کنتاکت‌ها در فضای بسته قرار دارند امکان اکسیدشدن کنتاکت‌ها وجود ندارد؛ در مکان‌هایی که از گازهای اشتعال‌پذیر استفاده شده‌است، قطع‌شدن کلید موجب ایجاد جرقه نخواهد شد؛ کنتاکت‌ها تمیز باقی می‌مانند و پوشیده نمی‌شوند. به علت پایین‌بودن مقاومت الکتریکی جیوه حتی یک قطرهٔ کوچک هم می‌تواند یک اتصال کم‌مقاومت را فراهم کند، بنابراین حتی کلیدهای کوچک هم می‌توانند مقدار قابل‌توجهی جریان را هدایت کنند. حساسیت قطرهٔ جیوه به گرانش امکان استفاده از آن به عنوان یک حسگر ساده با عملکرد خودکار یا دستی که نیاز به نیروی محرک کمی دارد را فراهم می‌آورد. از آنجایی که کنتاکت‌ها ناگهانی به هم برخورد نمی‌کنند، کارکرد سوییچ کم‌صدا است. جرم جیوه می‌تواند از مرکز کلید بگذرد و برای تغییر وضعیت‌های کلید نیازی به گذر از حالات میانی نیست. چندین کنتاکت می‌توانند در داخل یک محفظه جای بگیرند و مدارهای مختلف را کنترل کنند.

### عیب‌ها
با توجه به لختی جیوه، کلید جیوه‌ای دارای سرعت عملکرد کندتری نسبت به گونه‌های دیگر است بنابراین در جاهایی که تعداد زیادی عملکرد متناوب در هر ثانیه مورد نیاز است از این کلیدها استفاده نمی‌شود.
کلیدهای جیوه به جاذبه حساس هستند بنابراین ممکن است در ابزارهای قابل‌حمل و متحرک که جهتشان تغییر می‌کند یا لرزش دارند مناسب نباشند. ترکیب‌های جیوه بسیار سمی هستند و می‌توانند در هر زنجیرهٔ غذایی تجمع کنند، بنابراین در بسیاری از طراحی‌های نو استفاده از جیوه مجاز نیست. محفظهٔ شیشه‌ای و الکترودهای سیمی ممکن است شکننده باشند و نیاز به استفاده از درپوش انعطاف‌پذیر برای جلوگیری از آسیب‌رسیدن به محفظه باشد. قطرهٔ جیوه یک الکترود مشترک ایجاد می‌کند که باعث می‌شود در کلیدهای چندپل، مدارها به صورت مطمئنی از هم جدا (ایزوله) نشده باشند.

## کاربردها

### حسگر چرخش
این حسگرها ممکن است در ابزارهای ساختمانی یا بالابرها و وسایل دیگر به عنوان حسگر واژگونی یا چرخش استفاده شوند.

### خودروها
کلیدهای جیوه در خودروها برای واپایی چراغ‌ها، حرکت وسیلهٔ نقلیه و سامانهٔ ترمز ای‌بی‌اس استفاده می‌شدند (برای نمونه چراغ صندوق عقب). از آنجایی که اگر این کلیدها در خودروهای اسقاطی به صورت مناسب برداشته نشوند ممکن است موجب نشت آلودگی جیوه به محیط گردند، استفاده از آن‌ها از سال ۲۰۰۳ در خودروهای امریکایی ممنوع شده‌است.

### حسگر افتادن
کارهای انجام شده در فضاهای بسته (مانند جوشکاری در داخل اتاقک) نیازمند رعایت نکات ایمنی ویژه‌ای است. کلیدهای جیوه‌ای در صورت افتادن کارگر برای به صدا درآوردن زنگ خطر به کار می‌روند.

### دماپاها
کلیدهای جیوه‌ای در دماپاهای بی‌متال کاربرد زیادی داشتند. وزن جیوه باعث ایجاد پسماند در فنر بی‌متال می‌شد که موجب می‌گردید بی‌متال پیش از وصل‌شدن کمی بیشتر قطع بماند و برعکس. همچنین کلیدهای جیوه‌ای می‌توانستند تا میلیون‌ها بار خاموش و روشن شدن را بدون پایین‌آمدن کیفیت کنتاکت‌ها تحمل کنند.

### دستگاه‌های سکه‌ای
کلیدهای جیوه‌ای هنوز هم در دستگاه‌های مکانیکی که به صورت الکتریکی کنترل می‌شوند و موقعیت فیزیکی محرک یا روتور در آن‌ها مهم است کاربرد دارند. برای نمونه در دستگاه‌های سکه‌ای از زنگ خطری با کلید جیوه استفاده می‌شود که تلاش برای دسترسی به محصول از راه تکان‌دادن شدید دستگاه را اعلام می‌کند.

### بمب‌ها
کلیدهای جیوه می‌توانند برای تحریک بمب‌ها استفاده شوند. کلیدهای جیوه در بمب‌ها و فیوز مینها کاربرد دارند (معمولاً به عنوان وسیلهٔ تشخیص دستکاری)

## سمی‌بودن و جایگزین‌ها
از آنجایی که جیوه از فلزات سنگینی است که می‌تواند باعث مسمومیت جیوه شود، باید با آن به عنوان یک زبالهٔ خطرناک برای دفع برخورد شود. بر طبق روهس (به انگلیسی: RoHS) از این کلیدها در کاربردهای نوین استفاده نمی‌شود. یک گوی فلزی و سیم‌هایی به عنوان کنتاکت می‌توانند جایگزین این کلید شوند؛ با این وجود استفاده از روش‌هایی برای کاهش لرزش کلید ممکن است نیاز باشد. دماپاهای کم‌دقت مستقیماً از یک ورقهٔ بی‌متال و کنتاکت برای کلیدزنی استفاده می‌کنند و در مدل‌های دقیق‌تر از ترمیستور یا حسگرهای دمای سیلیکونی استفاده می‌شود. در کارهای دقیق دیگر به جای کلید جیوه‌ای از شتاب‌سنجهای کم‌قیمت به عنوان جایگزین استفاده می‌شود.